# Estrella Durá Ferrandis
Estrella Durá Ferrandis   (Puçol, 22 de setembre de 1963) és una psicòloga, professora universitària i política valenciana. Membre del Partit Socialista Obrer Espanyol, el 2019 va ser elegida diputada al Parlament Europeu.
El 1986 va graduar-se en psicologia per la Universitat de València i el 1989 va obtenir un doctorat. Les seves investigacions se centren en el camp de la psicologia de la salut.